# أكاديمية الرجاء الرياضي
أكاديمية الرجاء الرياضي هي مركز تكوين وتدريب لكرة القدم، في ملكية نادي الرجاء الرياضي المغربي، تقع في منطقة بوسكورة على مساحة 7,5 هكتار. اكتملت أعمال البناء والتطوير في عام 2021، بعد خمس سنوات من بدايتها.
بالإضافة إلى مركز تدريب الفريق الأول، ستضم الأكاديمية مركز تكوين لتمكين لاعبي كرة القدم الشباب من الإقامة، والمواكبة المدرسية، وبرنامج تكوين رياضي عالي المستوى، وذلك بالاشتراك مع ملعب الوازيس.
في بداياته، كان مركز التكوين من أوائل المراكز التي امتثلت للمعايير الدولية في المنطقة المغاربية، وأول مدرسة لكرة القدم في المغرب تتبنى مفهوم «رياضة ودراسة» (sport-étude). اختارته الإدارة الفنية للجامعة الملكية المغربية لكرة القدم كأفضل مركز تدريبي لنادي مغربي عام 2021.

## تاريخ
من 11 إلى 21 ديسمبر 2013، شارك الرجاء للمرة الثانية في تاريخه في كأس العالم للأندية. فاز الخُضر على أوكلاند سيتي ومونتيري وأتلتيكو مينير ليصلوا بذلك للنهائي، وهي مرحلة لم يصل إليها من قبل أي فريق عربي أو شمال أفريقي.
خسر الرجاء في المباراة النهائية أمام بايرن ميونيخ (2-0)، لكنه تلقى إشادة بهذا الإنجاز. بعد ذلك، استُقبِل الفريق بحفاوة كبيرة لدى وصولهم إلى الدار البيضاء، وأشاد الملك محمد السادس بهم خلال حفل في القصر الملكي.
وأبلغ ملك المغرب خلال استقباله رئيس النادي محمد بودريقة، عزمه على التبرع لهم بأرض تمتد على مساحة 7.5 هكتار بمنطقة بوسكورة.
في 24 ديسمبر، حددت لجنة تحديد أسعار الأرض سعر الأرض عند 50 درهمًا للمتر المربع، أي ما يقرب من 3.5 مليون درهم. تولى الملك محمد السادس الاستحواذ على الأرض نيابة عن الرجاء الرياضي من أجل بناء أكاديمية لكرة القدم. في اليوم نفسه، أعطت الوكالة الحضرية للدار البيضاء الضوء الأخضر لبناء الأكاديمية.
في أوائل عام 2016، وقع الرجاء اتفاقية شراكة مع وزارة التجهيز والنقل واللوجيستيك والتي بموجبها ستكون الأخيرة مسؤولة عن جميع مراحل بناء الأكاديمية. ثم عُهِد بالمشروع إلى شركة البناء المغربية (Urbagec). المهندس المعماري هو محمد رضا بناني من شركة (RBM Architectes). إلا أن بعض المشكلات الإدارية التي تفاقمت بسبب الأزمة المالية التي يمر بها النادي أخّرت إطلاق المشروع.
في 3 يونيو 2016، أطلق النادي أعمال بناء الأكاديمية. ونظم احتفالا رسميا بعد بضعة أشهر للاحتفال بهذه المناسبة بحضور العديد من الشخصيات بما في ذلك والي جهة الدار البيضاء الكبرى، وفوزي لقجع، رئيس الجامعة الملكية المغربية لكرة القدم.
بعد بدء العمل قررت لجنة إدارة النادي تعديل المخططات الإنشائية التي تم وضعها سابقاً، وذلك بإزالة الفندق من أجل زيادة طاقة مركز التكوين، من حيث عدد الأسِرّة والمساحة.
في مارس 2021، تم الانتهاء من العمل وتسليم الأجهزة وتركيب الأثاث من قبل شركة البناء المسؤولة بالتعاون مع وزارة التجهيز والنقل واللوجيستيك.

## الخدمات

### مركز التدريب
أكاديمية الرجاء الرياضي هي مركز تدريب لكرة القدم يقع في بوسكورة، على بعد عشرين كيلومترًا جنوب الدار البيضاء. تنقسم مرافق الأكاديمية إلى ثلاثة أقطاب: القطب الرياضي، والقطب التربوي، والقطب الإداري. ترتبط هذه المباني ببعضها البعض بجسور ذات نوافذ تطل على الفناء.
تم تخصيص المرافق الرياضية وتوفيرها للفريق الأول وفرق الشباب تحت 21 سنة وتحت 19 سنة و 17 سنة التي تتنافس في البطولات الخاصة بكل منها. الفئات الأصغر سنًا ستواصل تدريباتها في المركب الرياضي الوازيس.
تحتوي الأكاديمية على ملعبين كبيرين لكرة القدم، الأول به عشب طبيعي والثاني بعشب اصطناعي. كما تتضمن أربعة ملاعب صغيرة اصطناعية لكرة الصالات. يضم المركز الرياضي، من بين أشياء أخرى، غرفة أثقال وغرفة إعادة تأهيل ومركز طبي ومطعم.

### مركز التكوين
كان مركز تكوين الرجاء الواقع في المركب الرياضي الوازيس، من أوائل المراكز المغاربية المطابقة للمعايير الدولية، وأول مدرسة لكرة القدم تتبنى مفهوم «رياضة ودراسة» في المغرب. في عام 2021، اختارته الإدارة الفنية للجامعة الملكية كأفضل مركز تدريبي لنادي كرة قدم على المستوى الوطني. سيتم نقل مبنى المركب الرياضي الوازيس بالكامل وتكييفه مع الأكاديمية.
لوضع هذه الإستراتيجية موضع التنفيذ، فإن الأكاديمية لديها سعة 76 سريراً مخصصة لاستيعاب لاعبي كرة القدم الشباب، إضافة إلى 54 سريراً في مركب الوازيس، فإن إجمالي سعة الاستقبال للنادي ستصل إلى 130 سريراً.
منذ عهد عبد القادر جلال، لاعب الرجاء من أوائل الخمسينيات ومدير التدريب الرئيسي للنادي لما يقرب من 40 عامًا، اعتمد الرجاء بشكل عام على لاعبيه السابقين لتدريب فرق الشباب، لالتزامهم بمبادئ وأفكار النادي.
يفوز الرجاء عمومًا في البطولات الوطنية بفضل فرق الشباب كما في 2015، حيث توج فريق تحت 17 وتحت 19 ببطولة المغرب. لم يشارك فريق تحت 21 بالفعل في البطولة منذ تتويجهم في 2019، لكنهم انتقلوا إلى قسم الهواة الثاني (مجموعة الشمال الغربي) حيث احتلوا المركز الثاني مرتين على التوالي، في موسمي 2019-2020 و 2020-2021، واقتربوا من الصعود إلى الدرجة الرابعة تحت إدارة بوشعيب المباركي.

### رياضة ودراسة
في عام 1999، كان الرجاء أول ناد مغربي لديه مركز يجمع بين الرياضة والدراسة. تم توفير هذا التعليم من خلال إشراف مكتب التكوين المهني بعد اتفاقية شراكة مع الرجاء. تكون الجيل الأول من 26 لاعباً مختاراً تتراوح أعمارهم بين 16 و 17 عاماً. كان لديهم ست ساعات من الدروس وساعتان من التدريب في اليوم. خلال العطل المدرسية، كان عليهم متابعة دورتين تدريبيتين في اليوم.
في عام 2018، تم توقيع عدة اتفاقيات مع مؤسسات متخصصة لضمان مشروع مدرسي ورياضي جيد للرياضيين الشباب. لذلك يستفيدون من وضع خاص يسمح لهم بممارسة رياضتهم بساعات مرنة. يستفيد اللاعبون أيضًا من المراقبة الطبية الدائمة حتى يتمتع اللاعبون بحالة بدنية جيدة.

## الميزانية
في بداية المشروع، قدرت الميزانية التقديرية المخصصة لبناء أكاديمية الرجاء الرياضي (باستثناء الأرض) بـ 100 مليون درهم. تم تفصيل مشاركة مختلف أصحاب المصلحة في الميزانية في الجدول أدناه:
| المبنى                              | المبلغ بالدرهم (بملايين الدراهم) | النسبة المئوية |
| ----------------------------------- | -------------------------------- | -------------- |
| الجامعة الملكية المغربية لكرة القدم | 50 مليون درهم                    | 45%            |
| مجلس جهة الدار البيضاء سطات         | 20 مليون درهم                    | 25 %           |
| المديرية العامة للجماعات المحلية    | 20 مليون درهم                    | 20 %           |
| الرجاء الرياضي                      | 10 مليون درهم                    | 10 %           |